# Nikita Lobintsev
Nikita Konstantinovitsj Lobintsev (Russisch: Никита Константинович Лобинцев) (Jekaterinenburg, 21 november 1988) is een Russische zwemmer. Lobintsev vertegenwoordigde zijn vaderland op de Olympische Zomerspelen 2008 in Peking en op de Olympische Zomerspelen 2012 in Londen. Hij is medehouder van het Europees record op de 4x200 meter vrije slag.

## Carrière
Bij zijn internationale debuut, op de Europese kampioenschappen zwemmen 2006 in Boedapest, strandde Lobintsev in de series van zowel de 400 als de 1500 meter vrije slag. Op de 4x200 meter vrije slag zwom hij samen met Jevgeni Lagoenov, Andrej Kapralov en Joeri Priloekov naar de vijfde plaats. Op de Europese kampioenschappen kortebaanzwemmen 2006 in Helsinki eindigde de Rus als vierde op de 1500 meter vrije slag. 
Tijdens de wereldkampioenschappen zwemmen 2007 in Melbourne strandde Lobintsev in de series van zowel de 800 als de 1500 meter vrije slag. Op de 4x200 meter vrije slag bereikte hij samen met Jevgeni Lagoenov, Andrej Kapralov en Sergej Peroenin de zesde plaats.
p de Europese kampioenschappen zwemmen 2008 in Eindhoven veroverde Lobintsev de bronzen medaille op de 400 meter vrije slag, daarnaast eindigde hij als vierde op de 1500 meter vrije slag en als vijfde op de 200 meter vrije slag. Op de 4x200 meter vrije slag legde hij samen met Aleksandr Soechoroekov, Jevgeni Lagoenov en Joeri Priloekov beslag op de zilveren medaille. Enkele weken later nam de Rus deel aan de wereldkampioenschappen kortebaanzwemmen 2008 in Manchester, op dit toernooi zwom hij naar de vijfde plaats op zowel de 400 als de 1500 meter vrije slag. Samen met Jevgeni Lagoenov, Michail Politsjoek en Aleksandr Soechoroekov eindigde hij als vijfde op de 4x200 meter vrije slag. Tijdens de Olympische Zomerspelen van 2008 in Peking eindigde Lobintsev als achtste op de 400 meter vrije slag, op de 1500 meter vrije slag strandde hij in de series. Op de 4x200 meter vrije slag sleepte de Rus samen met Jevgeni Lagoenov, Danila Izotov en Aleksandr Soechoroekov de zilveren medaille in de wacht, het kwartet verbeterde tevens het Europees record. Tijdens het laatste internationale toernooi van 2008, de Europese kampioenschappen kortebaanzwemmen 2008 in Rijeka, eindigde Lobintsev als vijfde op de 400 meter vrije slag, maar strandde hij op de 200 meter vrije slag in de series.

### 2009-heden
Op de wereldkampioenschappen zwemmen 2009 in Rome eindigde Lobintsev als achtste op de 200 meter vrije slag, op de 400 meter vrije slag werd hij uitgeschakeld in de series. Samen met Michail Politsjoek, Danila Izotov en Aleksandr Soechoroekov veroverde hij de zilveren medaille op de 4x200 meter vrije slag. Laten dat jaar legde hij beslag op twee medailles op de Europese kampioenschappen kortebaanzwemmen 2009 in Istanboel, de Rus behaalde brons op de 200 meter vrije slag en zilver op de 400 meter vrije slag.
Tijdens de Europese kampioenschappen zwemmen 2010 in Boedapest sleepte Lobintsev de zilveren medaille in de wacht op de 200 meter vrije slag en eindigde hij als vierde op de 400 meter vrije slag, op de 100 meter vrije slag strandde hij in de series. Samen met Jevgeni Lagoenov, Andrej Gretsjin en Danila Izotov veroverde hij de Europese titel op de 4x100 meter vrije slag, op de 4x200 meter vrije slag legde hij samen met Danila Izotov, Sergej Peroenin en Aleksandr Soechoroekov beslag op de Europese titel. In Dubai nam de Rus deel aan de wereldkampioenschappen kortebaanzwemmen 2010. Op dit toernooi sleepte hij de zilveren medaille in de wacht op de 400 meter vrije slag en de bronzen medaille op de 100 meter vrije slag, op de 200 meter vrije slag eindigde hij op de vierde plaats. Samen met Danila Izotov, Jevgeni Lagoenov en Aleksandr Soechoroekov veroverde hij de wereldtitel op de 4x200 meter vrije slag, op de 4x100 meter vrije slag legde hij samen met Jevgeni Lagoenov, Sergej Fesikov en Danila Izotov beslag op de zilveren medaille. Samen met Stanislav Donets, Stanislav Lachtjoechov en Jevgeni Korotysjkin sleepte hij de zilveren medaille in de wacht op de 4x100 meter wisselslag.
Op de wereldkampioenschappen zwemmen 2011 in Shanghai eindigde Lobintsev als zesde op de 200 meter vrije slag, daarnaast werd hij uitgeschakeld in de halve finales van de 100 meter vrije slag en in de series van de 400 meter vrije slag. Op de 4x100 meter vrije slag eindigde hij samen met Jevgeni Lagoenov, Andrej Gretsjin en Sergej Fesikov op de vijfde plaats.
Tijdens de Olympische Zomerspelen van 2012 in Londen eindigde de Rus als achtste op de 100 meter vrije slag. Samen met Andrej Gretsjin, Vladimir Morozov en Danila Izotov veroverde hij de bronzen medaille op de 4x100 meter vrije slag.

## Internationale toernooien
| Jaar | Olympische Spelen                                             | WK langebaan                                                                    | WK kortebaan | EK langebaan                                                                                       | EK kortebaan                           |
| ---- | ------------------------------------------------------------- | ------------------------------------------------------------------------------- | --- | -------------------------------------------------------------------------------------------------- | -------------------------------------- |
| 2006 |                                                               |                                                                                 | geen deelname | 17e 400m vrije slag 10e 1500m vrije slag 5e 4x200m vrije slag                                      | 4e 1500m vrije slag                    |
| 2007 |                                                               | 11e 800m vrije slag 10e 1500m vrije slag 6e 4x200m vrije slag                   | | | geen deelname                          |
| 2008 | 8e 400m vrije slag · 31e 1500m vrije slag · 4x200m vrije slag |                                                                                 | 5e 400m vrije slag 5e 1500m vrije slag 5e 4x200m vrije slag                                                        | 5e 200m vrije slag · 400m vrije slag · 4e 1500m vrije slag · 4x200m vrije slag                     | 13e 200m vrije slag 5e 400m vrije slag |
| 2009 |                                                               | 8e 200m vrije slag · 10e 400m vrije slag · 4x200m vrije slag                    | | | 200m vrije slag · 400m vrije slag      |
| 2010 |                                                               |                                                                                 | 100m vrije slag · 4e 200m vrije slag · 400m vrije slag · 4x100m vrije slag · 4x200m vrije slag · 4x100m wisselslag | 17e 100m vrije slag · 200m vrije slag · 4e 400m vrije slag · 4x100m vrije slag · 4x200m vrije slag | geen deelname                          |
| 2011 |                                                               | 12e 100m vrije slag 6e 200m vrije slag 24e 400m vrije slag 5e 4x100m vrije slag | | | geen deelname                          |
| 2012 | 8e 100m vrije slag · 4x100m vrije slag                        |                                                                                 | geen deelname | geen deelname                                                                                      | geen deelname                          |

## Persoonlijke records
Bijgewerkt tot en met 20 april 2013
Kortebaan
| Afstand          | Tijd     | Datum            | Plaats          |
| ---------------- | -------- | ---------------- | --------------- |
| 100m vrije slag  | 48,17    | 20 april 2013    | Kazan           |
| 200m vrije slag  | 1.45,10  | 31 juli 2009     | Rome            |
| 400m vrije slag  | 3.43,45  | 9 augustus 2008  | Peking          |
| 800m vrije slag  | 7.53,30  | 19 februari 2008 | Sint-Petersburg |
| 1500m vrije slag | 15.00,73 | 22 maart 2008    | Eindhoven       |

Langebaan
| Afstand          | Tijd     | Datum            | Plaats    |
| ---------------- | -------- | ---------------- | --------- |
| 100m vrije slag  | 46,35    | 19 december 2010 | Dubai     |
| 200m vrije slag  | 1.41,52  | 13 december 2009 | Istanboel |
| 400m vrije slag  | 3.35,75  | 10 december 2009 | Istanboel |
| 800m vrije slag  | 7.45,64  | 9 december 2006  | Helsinki  |
| 1500m vrije slag | 14.39,60 | 9 december 2006  | Helsinki  |